# Carl Wilhelm Ettinger
Carl Wilhelm Ettinger (* 5. Juni 1741 in Eisenach; † 14. Juni 1804 in Gotha) war ein deutscher Buchhändler und Verleger in der Zeit der Aufklärung. Im Jahr 1763 begründete er mit dem Almanach de Gotha den Vorläufer des später vom Verlag Justus Perthes weitergeführten Gotha, ein genealogisches Handbuch des Adels. Darüber hinaus verlegte Ettinger eine 71-bändige Gesamtausgabe der Werke Voltaires sowie die nachgelassenen Werke Friedrichs II.

## Leben

### Herkunft
Carl Wilhelm Ettingers erste Lebensjahre liegen weitestgehend im Dunkeln. Die Kirchenbücher seiner Geburtsstadt Eisenach weisen seinen Nachnamen „Ettinger“ lediglich in der Form „Öttinger“ nach. So geht man heute davon aus, dass Ettinger im Jahr 1741 als jüngster Sohn des Corporals Daniel Öttinger und dessen Ehefrau Anna Clara geb. Schröder, der Tochter eines Färbers, zur Welt kam.

### Einstieg ins Verlagsgeschäft
Über Ettingers Kindheit und Ausbildung ist so gut wie nichts bekannt. Fest steht, dass er in den Verlag Johann Christian Dieterichs im thüringischen Gotha eintrat und das Geschäft bei Dieterichs Weggang nach Göttingen im Jahr 1760 weiterführte. Mitte der 1760er Jahre pachtete Ettinger den Dieterichschen Verlag, und im Jahr 1776 kaufte er ihn schließlich. Laut der Aussage seines Schwagers Heinrich August Ottokar Reichhard (1751–1828) spielte das Geld, das Ettinger durch die Heirat mit Anna Caroline Basch, geb. Seidler (1752–1823) im Jahr 1782 erhielt, eine wichtige Rolle in den ersten Jahren seiner Eigenständigkeit. Seine Frau, Tochter des Bibliothekars und Prinzenerziehers Johann Wilhelm Seidler, war in erster Ehe ab 1769 mit dem Weimarer Diakon Erdmann Siegmund Basch (1738–1773) verheiratet gewesen und damit Schwiegertochter des Weimarer Generalsuperintendenten und Hofpredigers Siegmund Basch (1700–1771). Die Malerin Louise Seidler war ihre Nichte.

### Selbständiger Verleger
Ettingers Unternehmungen in den 1760er und 1780er Jahren erwiesen sich als so erfolgreich, dass er seine Tätigkeit über Gotha hinaus ausweitete. Er eröffnete eine Buchhandelsfiliale in Langensalza, kaufte eine Buchhandlung in Erfurt und gründete die Akademische Buchhandlung in Jena. Voraussetzung für diesen Expansionskurs waren die guten Geschäfte, die er vor allem mit dem Almanach de Gotha, einem genealogischen Handbuch des Adels machte. Zumindest bei der Gründung seiner Niederlassung in Jena kamen ihm darüber hinaus seine ausgezeichneten Beziehungen zum Gothaer Hof zugute, die sich auch in seinen Ernennungen zum Hofagenten (1775) und zum Commissionsrath (1782) widerspiegelten und bei Verlagsprojekten wie dem Almanach deutliche ökonomische Vorteile brachten.
Im Jahr 1778 schloss Ettinger mit Johann Georg Justus Perthes (1749–1814) und Johann Friedrich Dürfeld einen Gesellschaftervertrag ab, der auf zehn Jahre festgelegt war. Doch bereits 1785 schieden sowohl Dürfeld als auch Perthes vorzeitig aus. Letzterer gründete einen eigenen Verlag und übernahm die weitere Herausgabe und den Vertrieb des Almanach de Gotha.
In den vierzehn Jahren zwischen 1788 und 1802 wuchs die Verlagsproduktion insgesamt stark an. Christoph Köhler, der das Verlagsprogramm Ettingers systematisch untersucht hat, gibt die jährliche Produktion mit rund 400 Titeln in 800 Bänden an. Während der im Jahr 1788 erschienene Verlagskatalog noch 153 Titel aufführte, enthielt derjenige aus dem Jahr 1802 bereits 409 Titel. Thematisch umfasste das Verlagsprogramm Ettingers ein breites Spektrum, das von Fachbüchern über belletristische Werke, Portraitbänden zu Persönlichkeiten der Aufklärung bis hin zu Periodika reichte. Bis 1802 nahm dabei insbesondere die Zahl der Titel zu pädagogischen, medizinischen und geographischen Themen stark zu. Insbesondere die von Ettinger verlegte Reiseliteratur erfreute sich wachsender Beliebtheit. Insgesamt stellt Köhler bei beinahe allen Verlagsprodukten einen „belehrende<n>, aufklärende<n> Impetus“ fest.
Eines der verlegerisch bedeutsamsten Projekte Ettingers war die Edition der Œuvres complètes de Voltaire in 71 Bänden, die zwischen 1784 und 1790 in Gotha erschienen. Darüber hinaus verlegte er unter dem Titel Œuvres posthumes de Frédéric II vier Bände mit Werken aus dem Nachlass Friedrichs II. Eine Zusammenarbeit mit Schiller, die von diesem offensichtlich im Jahr 1782 angestrebt wurde, kam dagegen nicht zustande.
Nach Ettingers Tod im Jahre 1804 führte seine Witwe Caroline mit Otto, einem der gemeinsamen Söhne, den Verlag weiter, bevor er 1819 an den Buchhändler Carl Gläser verkauft wurde.